# 1950年の航空
< 1950年
1949年の航空 - 1950年の航空 - 1951年の航空

## 航空に関する出来事
- 1月26日 - アメリカ空軍のダグラス C-54スカイマスター輸送機（機体番号：42-72469）が44名の軍人・軍関係者を乗せたまま行方不明となる（1950年ダグラスC-54D行方不明事件）。
- 2月13日 - アラスカ州からテキサス州に向けて飛行していたアメリカ空軍の戦略爆撃機B-36が、カナダ・ブリティッシュコロンビア州で墜落した。搭載された核物質の一部を取り外した状態での核爆弾は上空で投棄された。（1950年ブリティッシュコロンビアB-36爆撃機墜落事故）
- 3月20日 - イギリス空軍の爆撃機、アブロ リンカーンが、マレーの共産ゲリラに対抗するためにシンガポールに送られた。
- 6月1日 - BEAが、リバプール - Cardiff間のヘリコプターによる旅客輸送を開始した。

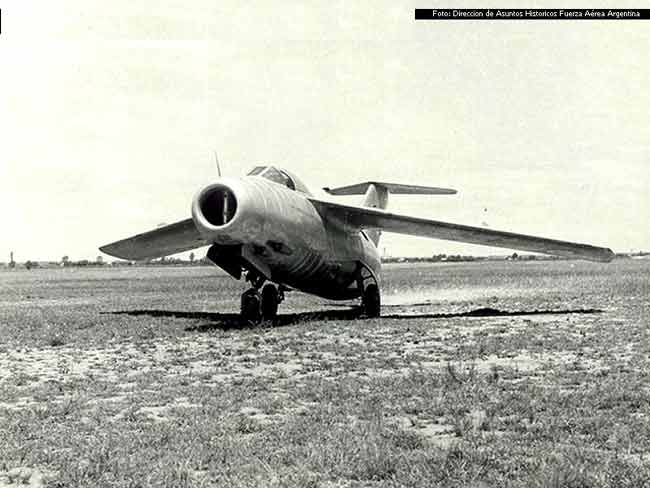
FMA I.Ae. 33 プルキー II

- 6月16日： アルゼンチンで開発されたジェット戦闘機、FMA I.Ae. 33 プルキー IIが初飛行した。
- 6月25日 - 朝鮮戦争が勃発した。
- 6月25日 - アメリカ空軍が、韓国の市民の救援を始めた。
- 6月27日 - アメリカ空軍のF-82 ツイン・ムスタングが北朝鮮空軍のYak-9を撃墜し、朝鮮戦争初の空中戦による最初の撃墜となった。
- 6月27日 - アメリカ空軍のB-29 スーパーフォートレスが、ソウルの鉄道駅と漢江にかかる橋の爆撃を行った。朝鮮戦争、最初の戦略爆撃である。
- 6月28日 - アメリカ空軍のB-26 インベーダーが、北朝鮮への攻撃を行う。
- 6月30日 - オーストラリア空軍のP-51 ムスタングが、朝鮮戦争に派遣された。

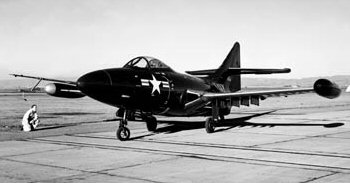
F9F パンサー

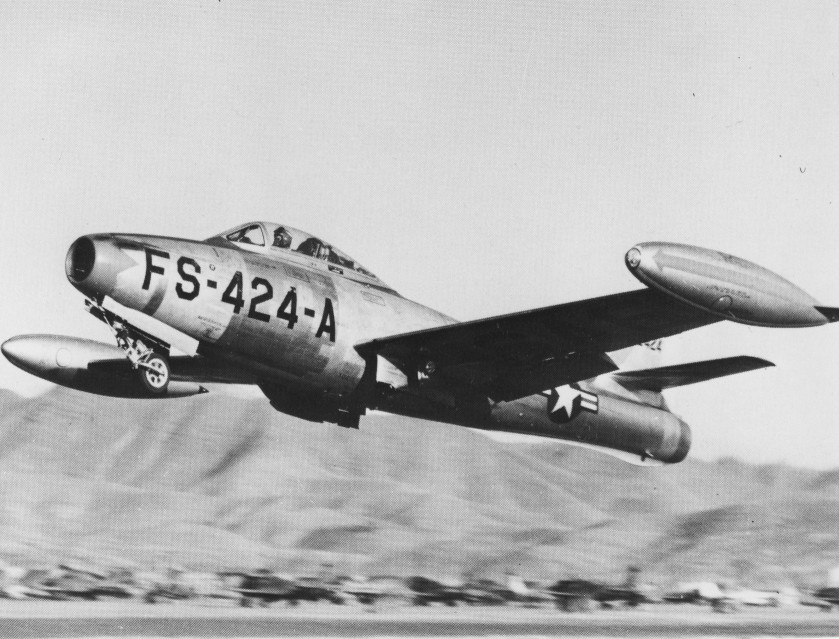
F-84 サンダージェット

- 7月3日 - アメリカ海軍の航空母艦、ヴァリー・フォージから発進した、F9F パンサーがジェット戦闘機として最初に朝鮮戦争に参加し、北朝鮮のYak-9を撃墜した。
- 7月3日 - イギリス海軍の航空母艦、トライアンフから発進した、スーパーマリン シーファイヤーとフェアリー ファイヤフライが北朝鮮攻撃に参加した。
- 7月29日 - BEAのヴィッカース バイカウントがターボプロップ機として初めて、ロンドン - パリ間の旅客運送を始める。
- 8月27日 - 南アフリカ空軍のP-51 ムスタングの部隊が、朝鮮戦争に参加するために送られた。
- 9月22日 - デーヴィッド・シリングが操縦するF-84 サンダージェットが、ジェット機による最初の無着陸大西洋横断を行った。
- 9月29日 - リチャード・V・ホイラーが、パラシュート降下の高度記録13,000 mを樹立した。
- 10月 - ソビエトと中国のパイロットが操縦するMiG-15が、北朝鮮空軍を援助するために朝鮮戦争に投入された。
- 10月1日 - デンマーク空軍が再建された。
- 11月7日 - BOACの最後の旅客用飛行艇が、運行を停止した。
- 11月8日 - アメリカのラッセル・ブラウンがF-80 シューティングスターで、MiG-15を撃墜し、ジェット機による最初のジェット機の撃墜となった。
- 12月17日 - F-86 セイバーが、朝鮮戦争に投入された。
- 日付不詳 - イタリア空軍初のディスプレイチーム キャバリノ・ランパンテ(Cavallino Rampante）が、5機のバンパイア FB.5戦闘爆撃機により編成され、1952年6月まで活動した。(イタリア空軍のアクロバットチームを参照）
- 日付不詳 - イスラエルの航空会社、アルキア・イスラエル航空が運行を開始した。

## 1950年に初飛行した機体の画像

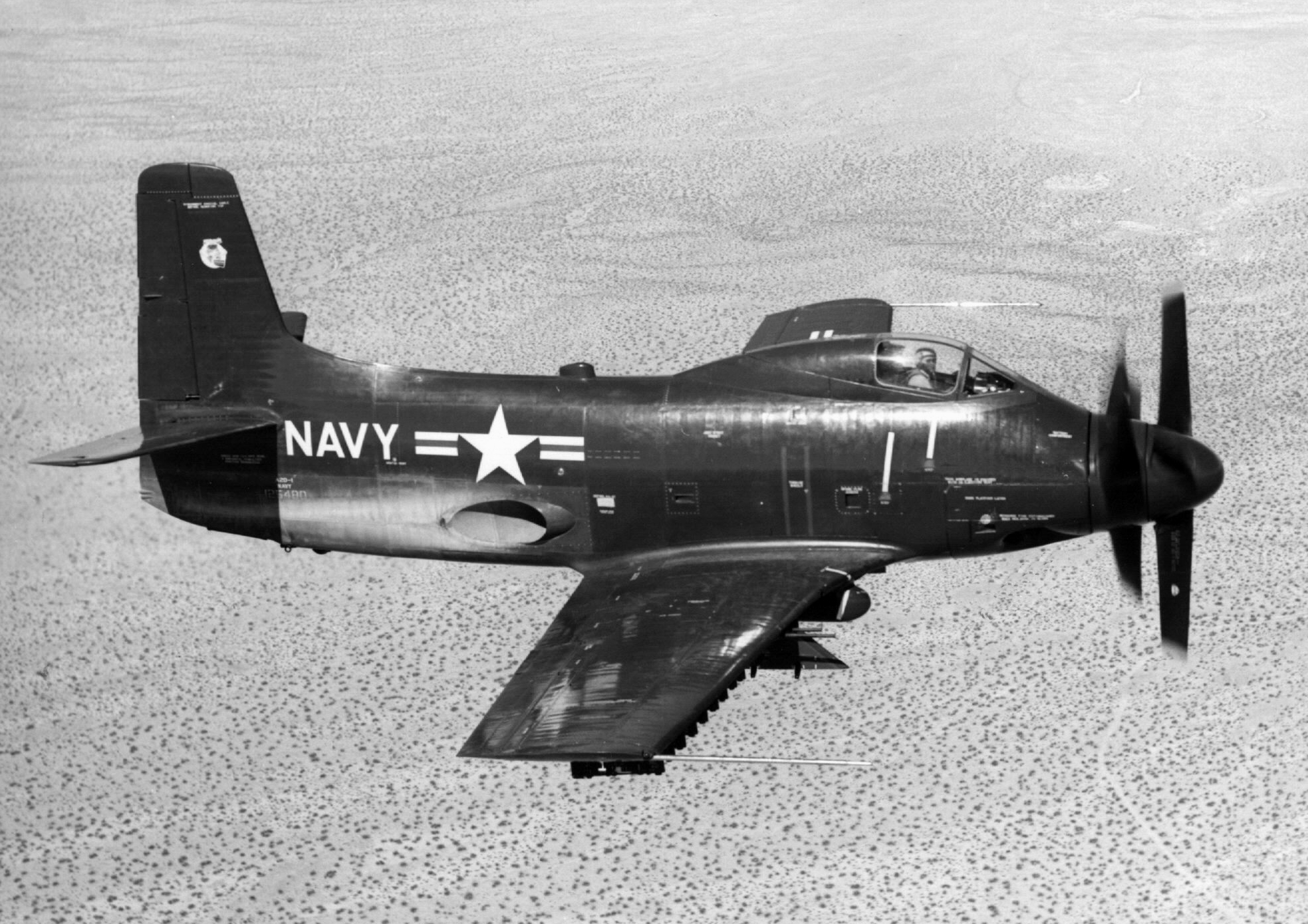
A2D （3月26日）
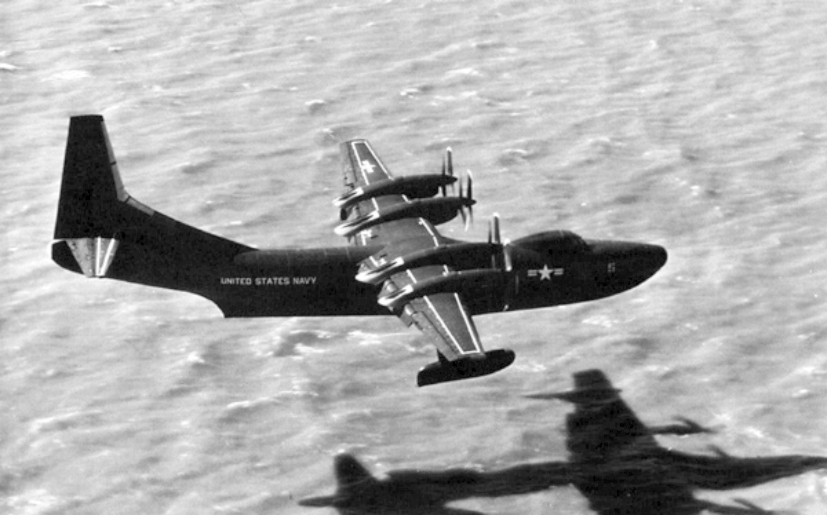
R3Y （4月18日）
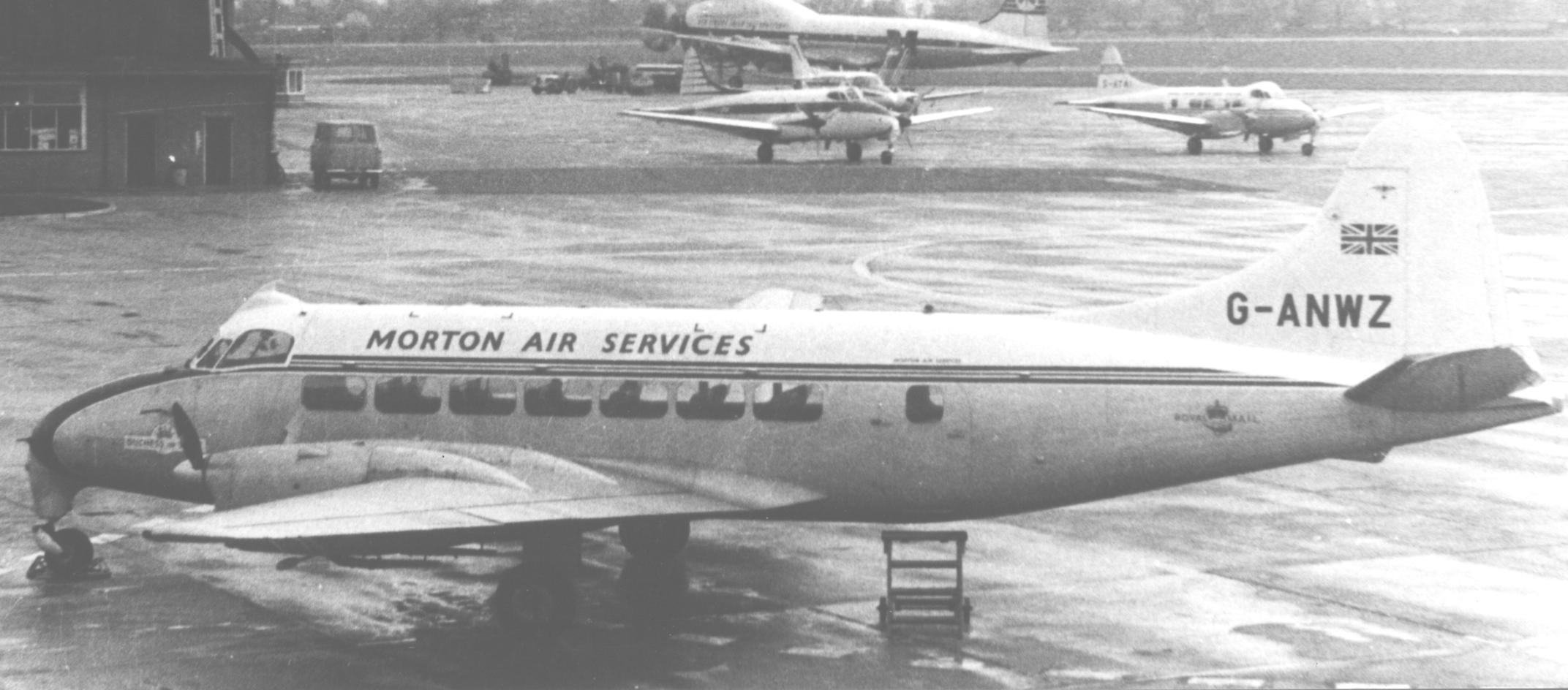
デ・ハビランド DH.114 ヘロン （5月10日）

## 航空に関する賞の受賞者
- ハーモン・トロフィー：デイヴィッド・C・シリング
- FAI・ゴールド・エア・メダル：フランク・ホイットル